# Binomická věta

Ilustrace binomické věty pro n=2

Binomická věta je důležitá matematická věta, díky které můžeme n-tou mocninu dvou sčítanců rozložit na součet n+1 sčítanců. Věta vychází z kombinatoriky, dnes se používá například k dokazování ve fyzice. Nejjednodušší verze vypadá takto:
{\displaystyle (x+y)^{n}=\sum _{k=0}^{n}{n \choose k}x^{n-k}y^{k}\quad }
Pokud je n přirozené číslo, tak následující kombinační čísla:
{\displaystyle {n \choose k}={\frac {n!}{k!(n-k)!}}}
jsou takzvané binomické koeficienty Pascalova trojúhelníku. Číslo n! je faktoriál čísla n.

## Příklady

Ilustrace binomické věty pro n=3

Příklady binomické věty pro n = 2, n = 3 a n = 4:
{\displaystyle (x+y)^{2}=x^{2}+2xy+y^{2}\,}
{\displaystyle (x-y)^{2}=x^{2}-2xy+y^{2}\,}
{\displaystyle (x+y)^{3}=x^{3}+3x^{2}y+3xy^{2}+y^{3}\,}
{\displaystyle (x-y)^{3}=x^{3}-3x^{2}y+3xy^{2}-y^{3}\,}
{\displaystyle (x+y)^{4}=x^{4}+4x^{3}y+6x^{2}y^{2}+4xy^{3}+y^{4}\,}
Na některých středních (základních) školách se zpaměti učí tyto příklady binomické věty jako předem dané „vzorečky“ pro výpočet mnohočlenů.

## Důkaz
Použijeme matematickou indukci. Když n = 0, rovnost platí:
{\displaystyle (a+b)^{0}=1=\sum _{k=0}^{0}{0 \choose k}a^{0-k}b^{k}.}
Pro indukční krok budeme předpokládat, že věta platí pro exponent m. Pak pro {\displaystyle n=m+1}:
{\displaystyle (a+b)^{m+1}=a(a+b)^{m}+b(a+b)^{m}\,}
z indukčního předpokladu:
{\displaystyle =a\sum _{k=0}^{m}{m \choose k}a^{m-k}b^{k}+b\sum _{j=0}^{m}{m \choose j}a^{m-j}b^{j}}
násobení přes {\displaystyle a} a {\displaystyle b}:
{\displaystyle =\sum _{k=0}^{m}{m \choose k}a^{m-k+1}b^{k}+\sum _{j=0}^{m}{m \choose j}a^{m-j}b^{j+1}}
vyjmutí {\displaystyle k=0} ze sumy:
{\displaystyle =a^{m+1}+\sum _{k=1}^{m}{m \choose k}a^{m-k+1}b^{k}+\sum _{j=0}^{m}{m \choose j}a^{m-j}b^{j+1}}
substituce {\displaystyle j=k-1}:
{\displaystyle =a^{m+1}+\sum _{k=1}^{m}{m \choose k}a^{m-k+1}b^{k}+\sum _{k=1}^{m+1}{m \choose k-1}a^{m-k+1}b^{k}}
vyjmutí {\displaystyle k=m+1} ze sumy:
{\displaystyle =a^{m+1}+\sum _{k=1}^{m}{m \choose k}a^{m-k+1}b^{k}+\sum _{k=1}^{m}{m \choose k-1}a^{m-k+1}b^{k}+b^{m+1}}
složení dvou sum:
{\displaystyle =a^{m+1}+b^{m+1}+\sum _{k=1}^{m}\left[{m \choose k}+{m \choose k-1}\right]a^{m-k+1}b^{k}}
z Pascalova pravidla:
{\displaystyle =a^{m+1}+b^{m+1}+\sum _{k=1}^{m}{m+1 \choose k}a^{m-k+1}b^{k}}
přidání {\displaystyle m+1} mocnin do výrazu:
{\displaystyle =\sum _{k=0}^{m+1}{m+1 \choose k}a^{m-k+1}b^{k}} .
Q.E.D.

## Zobecnění binomické věty
Binomickou větu lze zobecnit i na případ, kdy není závorka umocňována na přirozené číslo. I v tomto případě můžeme psát:
{\displaystyle (1+z)^{w}={w \choose 0}+{w \choose 1}z+{w \choose 2}z^{2}+{w \choose 3}z^{3}+\cdots }
Kde {\displaystyle w,\,z} jsou obecně komplexní čísla.
Případně s rozepsáním definice kombinačního čísla:
{\displaystyle (1+z)^{w}=1+wz+{\frac {w(w-1)}{2}}z^{2}+{\frac {w(w-1)(w-2)}{6}}z^{3}+\cdots }
Tyto mocninné řady konvergují obecně jen pokud je {\displaystyle |z|<1}.
Speciálně pro {\displaystyle z=-x} a {\displaystyle w=-1} dostáváme součet geometrické řady:
{\displaystyle {\frac {1}{1-x}}=1+x+x^{2}+x^{3}+x^{4}\cdots }
Případně pokud je {\displaystyle z=-x^{2}} a {\displaystyle w=-{\frac {1}{2}}}, pak obdržíme tuto řadu:
{\displaystyle {\frac {1}{\sqrt {1-x^{2}}}}=1+{\frac {1}{2}}x^{2}+{\frac {1\cdot 3}{2\cdot 4}}x^{4}+{\frac {1\cdot 3\cdot 5}{2\cdot 4\cdot 6}}x^{6}+\cdots }
Která po integraci přejde na řadu pro {\displaystyle \arcsin x}:
{\displaystyle \arcsin x=x+{\frac {1}{2}}{\frac {x^{3}}{3}}+{\frac {1\cdot 3}{2\cdot 4}}{\frac {x^{5}}{5}}+{\frac {1\cdot 3\cdot 5}{2\cdot 4\cdot 6}}{\frac {x^{7}}{7}}+\cdots }
Speciálně např. když dosadíme {\displaystyle x={\frac {1}{2}}}, dostaneme docela dobře konvergující řadu pro {\displaystyle {\frac {\pi }{6}}}. Pomocí této řady bylo v historii v ruce vypočteno Ludolfovo číslo asi na sto míst.
Obdobně, pokud bychom položili {\displaystyle z=x^{2}} a {\displaystyle w=-1}, dostali bychom integrací této řady řadu pro {\displaystyle \operatorname {arctg} \;x}, která taktéž umožňuje vypočítat číslo {\displaystyle \pi }.